# Serinus alario
Serinus alario là một loài chim trong họ Fringillidae.